# Robin Shou
Shou Wan Por (en idioma chino: 仇云波) (Hong Kong; 17 de julio de 1960), más conocido como Robin Shou, es un actor y artista marcial hongkonés que trabaja en la industria cinematográfica estadounidense. Shou es más reconocible por su papel de Liu Kang en las películas de Mortal Kombat y como Gobei junto al actor fallecido Chris Farley en la película cómica Beverly Hills Ninja.

## Biografía
Robin Shou es el cuarto hijo de un sastre de Shanghái y de una ama de casa. Shou nació en Hong Kong pero en 1971 su familia se mudó a Estados Unidos. Su primera casa en Los Ángeles, California, era un apartamento de dos dormitorios cerca de Olympic y Vermont, ahora conocida como el Barrio Coreano.
Shou empezó a practicar artes marciales cuando tenía 19 años de edad. Estudió kenpo (karate) mientras asistía a la Universidad de California en Los Ángeles.
Un año y medio más tarde vio una manifestación de un grupo de wu shu profesionales de Pekín. En 1981, justo antes de comenzar su último año en la universidad, comenzó a entrenar en esta disciplina. Vendió su coche y utilizó el dinero para estudiar wu shu en China. Los padres de Robin no sabían su paradero real hasta que su tía escribió a su madre diciéndole que su hijo estaba en Nanjing.

## Carrera
En 1990, Shou hizo su debut como actor en el telefilme Forbidden Nights, junto a Melissa Gilbert. Aunque solo era una película para televisión, este fue su debut en Estados Unidos. Sin embargo, Shou regresó a Hong Kong y continuó haciendo películas allí. Ha participado en más de treinta películas en Hong Kong realizando sus propias escenas de lucha, sin necesidad de especialistas. Participó en películas de acción y de artes marciales tras pedir una excedencia de su trabajo como ingeniero civil, para trasladarse a Asia.
En 1994, Shou regresó a Los Ángeles después de lo cual apareció como Liu Kang, un monje guerrero en busca de venganza por la muerte de su hermano menor, en la película de lucha Mortal Kombat, inspirada en la popular serie de videojuegos del mismo nombre. Luego, volvió a interpretar a Liu Kang en la secuela Mortal Kombat: Annihilation.
Shou también aparece en un papel secundario en otra adaptación de un videojuego de lucha, DOA: Dead or Alive, basada en la serie de Tecmo de videojuegos del mismo nombre, dirigida por el director de Mortal Kombat, Paul WS Anderson y producida por Jeremy Bolt. También apareció como Gen en la película Street Fighter: The Legend of Chun-Li de 2009 que también está inspirada en un videojuego de luchas. Shou entrenó a Milla Jovovich para su papel en Resident Evil, otra película basada en un videojuego.
En el 2008, hizo de 14K, un corredor de la Carrera de la Muerte, repitiendo su papel en las secuelas del 2011 y 2013
Ha sido cuatro veces ganador del campeonato tradicional de California de artes marciales. Además, tras participar en numerosas películas de éxito y reconocidas series de televisión, Shou decidió pasar al otro lado de la cámara y se estrenó como director con Red Trousers - The Life of the Hong Kong Stuntmen en 2003. El aclamado documental ganó el premio a la mejor realización en el Festival de Cine de Newport Beach, y fue escogida para lanzamiento nacional en cines y emitido por Discovery World Channel en marzo de 2005.

## Filmografía
- 1990: Forbidden Nights, película para televisión.
- 1988: City War (1988).
- 1988: Zhan long (1988) como Lan Si Han
- 1989: Death Cage (1989).
- 1990: Tiger Cage 2 (1990).
- 1991: Eastern Heroes (1991).
- 1992: Soldier Soldier como el periodista Feng
- 1992: Black Cat 2 (1992).
- 1992: Interpol Connection (1992).
- 1994: The Most Wanted (1994).
- 1995: Mortal Kombat (1995) como Liu Kang
- 1997: Beverly Hills Ninja (1997) como Gobei
- 1997: Mortal Kombat: Aniquilación (1997) como Liu Kang
- 1998: The Outer Limits como el alcalde Ronald Neguchi
- 2003: Red Trousers - The Life of the Hong Kong Stuntmen (2003).
- 2004: 18 Fingers of Death! (2004).
- 2006: DOA: Dead or Alive (2006).
- 2008: Death Race (2008) como 14K
- 2009: Cold Case como Bo-Lin Chen '83
- 2009: Street Fighter: The Legend of Chun-Li (2009) como Gen
- 2011: Death Race 2 (2011) como 14K
- 2011: Pirate Brothers (2011) como Sunny
- 2013: Death Race 3: Inferno (2012) como 14K